# Seznam počítačem animovaných filmů
Toto je seznam celovečerních 3D animovaných filmů vyrobených počítači.

| Český název                                                     | Původní název                                         | Rok vydání | Produkční studio |
| --------------------------------------------------------------- | ----------------------------------------------------- | ---------- | --- |
| Toy Story                                                       | Toy Story                                             | 1995       | Pixar |
| Cassiopéia                                                      | Cassiopéia                                            | 1996       | NDR Filmes |
| Mravenec Z                                                      | Antz                                                  | 1998       | DreamWorks Animation |
| Život brouka                                                    | A Bug's Life                                          | 1998       | Pixar |
| Toy Story 2: Příběh hraček                                      | Toy Story 2                                           | 1999       | Pixar |
| A.Li.Ce                                                         | A.Li.Ce                                               | 2000       | GAGA Communications |
| Balada o Allosaurovi                                            | The Ballad of Big Al                                  | 2000       | BBC Natural History Unit, Impossible Pictures                                                                              |
| Dinosaurus                                                      | Dinosaur                                              | 2000       | Walt Disney Pictures |
| Final Fantasy: Esence života                                    | Final Fantasy: The Spirits Within                     | 2001       | Square Pictures |
| Jimmy Neutron                                                   | Jimmy Neutron: Boy Genius                             | 2001       | DNA Productions |
| Pohádky z lesa                                                  | El bosque animado                                     | 2001       | Dygra Films |
| Příšerky, s.r.o.                                                | Monsters, Inc.                                        | 2001       | Pixar |
| Shrek                                                           | Shrek                                                 | 2001       | DreamWorks Animation |
| Doba ledová                                                     | Ice Age                                               | 2002       | Blue Sky Studios |
| Dobrodružství pirátů v zeleninové zemi                          | Jonah: A VeggieTales Movie                            | 2002       | Big Idea Productions |
| Hledá se Nemo                                                   | Finding Nemo                                          | 2003       | Pixar |
| Madagaskar                                                      | Madagascar                                            | 2004       | DreamWorks Animation |
| Pinocchio 3000                                                  | Pinocchio 3000                                        | 2004       | Cinégroupe Filmax |
| Polární expres                                                  | The Polar Express                                     | 2004       | Warner Bros., Legendary Pictures, Playtone, DNA Productions                                                                |
| Příběh žraloka                                                  | Shark Tale                                            | 2004       | DreamWorks Animation |
| Shrek 2                                                         | Shrek 2                                               | 2004       | DreamWorks Animation |
| Úžasňákovi                                                      | The Incredibles                                       | 2004       | Pixar |
| Mrtvá nevěsta Tima Burtona                                      | Tim Burton's Corpse Bride                             | 2005       | Laika, Tim Burton Productions                                                                                              |
| Roboti                                                          | Robots                                                | 2005       | 20th Century Fox |
| Sen noci svatojánské                                            | El sueño de una noche de San Juan                     | 2005       | Dygra Films |
| Strašpytlík                                                     | Chicken Little                                        | 2005       | Walt Disney Pictures |
| Valiant                                                         | Valiant                                               | 2005       | Walt Disney Pictures |
| Wallace & Gromit: Prokletí králíkodlaka                         | Wallace & Gromit: The Curse of the Were-Rabbit        | 2005       | Aardman Animations, DreamWorks Production                                                                                  |
| —                                                               | Final Fantasy VII: Advent Children                    | 2005       | Square Pictures |
| Auta                                                            | Cars                                                  | 2006       | Pixar |
| Divočina                                                        | The Wild                                              | 2006       | Walt Disney Pictures |
| Doba ledová 2: Obleva                                           | Ice Age 2: The Meltdown                               | 2006       | 20th Century Fox |
| Happy Feet                                                      | Happy Feet                                            | 2006       | Warner Bros., Village Roadshow Pictures, Animal Logic                                                                      |
| Lovecká sezóna                                                  | Open Season                                           | 2006       | Columbia Pictures, Sony Pictures Animation                                                                                 |
| Malý zázrak                                                     | Everyone's Hero                                       | 2006       | Medusa Film |
| Mezi námi zvířaty                                               | Barnyard                                              | 2006       | Paramount Pictures |
| Mravenčí polepšovna                                             | The Ant Bully                                         | 2006       | Warner Bros., Legendary Pictures, Playtone, DNA Productions                                                                |
| Spláchnutej                                                     | Flushed Away                                          | 2006       | DreamWorks Animation |
| Za plotem                                                       | Over the Hedge                                        | 2006       | DreamWorks Animation |
| Divoké vlny                                                     | Surf's Up                                             | 2007       | Columbia Pictures, Universal Pictures                                                                                      |
| Pan Včelka                                                      | Bee Movie                                             | 2007       | DreamWorks Animation |
| Ratatouille                                                     | Ratatouille                                           | 2007       | Pixar |
| Shrek Třetí                                                     | Shrek the Third                                       | 2007       | DreamWorks Animation |
| Simpsonovi ve filmu                                             | The Simpsons Movie                                    | 2007       | 20th Century Fox |
| Sissi a Yetti                                                   | Lissi und der wilde Kaiser                            | 2007       | |
| Želvy Ninja                                                     | TMNT                                                  | 2007       | |
| Winx Club – Výprava do ztraceného království                    | Winx Club – Il segreto del regno perduto              | 2007       | Rainbow CGI |
| Bolt – pes pro každý případ                                     | Bolt                                                  | 2008       | Walt Disney Pictures |
| Číslo 9                                                         | 9                                                     | 2008       | Focus Features, Relativity Media, Arc Productions                                                                          |
| Kozí příběh - pověsti staré Prahy                               | Kozí příběh - pověsti staré Prahy                     | 2008       | AAA studio |
| Kung Fu Panda                                                   | Kung Fu Panda                                         | 2008       | DreamWorks Animation |
| Lovecká sezóna 2                                                | Open season 2                                         | 2008       | Sony Pictures Animation |
| Madagaskar 2: Útěk do Afriky                                    | Madagascar 2: Escape to Africa                        | 2008       | DreamWorks Animation |
| Pohádky z lesa 2                                                | Espíritu del bosque                                   | 2008       | Dygra Films |
| Sobík Niko                                                      | Niko - Lentäjän poika                                 | 2008       | A. Film A/S, Yleisradio |
| VALL-I                                                          | WALL-E                                                | 2008       | Pixar |
| Vesmírní opičáci                                                | Space Chimps                                          | 2008       | 20th Century Fox, Vanguard Animation, Starz Media                                                                          |
| Doba ledová 3: Úsvit dinosaurů                                  | Ice Age: Dawn of the Dinosaurs                        | 2009       | 20th Century Animation Blue Sky Studios                                                                                    |
| Vzhůru do oblak                                                 | Up                                                    | 2009       | Pixar |
| —                                                               | Foodfight!                                            | 2009       | Lions Gate Films |
| Alfa a Omega                                                    | Alpha and Omega                                       | 2010       | Crest Animation Productions                                                                                                |
| Legenda o sovích strážcích                                      | Legend of the Guardians: The Owls of Ga'Hoole         | 2010       | Warner Bros., Village Roadshow Pictures, Animal Logic                                                                      |
| Lovecká sezóna 3                                                | Open season 3                                         | 2010       | Sony Pictures Animation |
| Na vlásku                                                       | Tangled                                               | 2010       | Walt Disney Animation Studios                                                                                              |
| Sammyho dobrodružství                                           | A Turtle's Tale: Sammy's adventures                   | 2010       | Zagtoon, nWave pictures |
| Shrek: Zvonec a konec                                           | Shrek Forever After                                   | 2010       | DreamWorks Animation |
| Toy Story 3: Příběh hraček                                      | Toy Story 3                                           | 2010       | Pixar |
| Winx Club: Magické dobrodružství                                | Winx Club 3D - Magica avventura                       | 2010       | Rainbow CGI |
| Auta 2                                                          | Cars 2                                                | 2011       | Pixar |
| Happy Feet 2                                                    | Happy Feet 2                                          | 2011       | Village Roadshow Pictures                                                                                                  |
| Příšerka v Paříži                                               | Un monstre à Paris                                    | 2011       | Bibo Films, EuropaCorp |
| Rio                                                             | Rio                                                   | 2011       | Blue Sky Studios |
| Tintinova dobrodružství                                         | The Adventures of Tintin                              | 2011       | Paramount Pictures, |
| Velká vánoční jízda                                             | Arthur Christmas                                      | 2011       | Aardman, Sony Pictures Animation, Columbia Pictures                                                                        |
| Doba ledová 4: Země v pohybu                                    | Ice Age: Continental Drift                            | 2012       | 20th Century Animation Blue Sky Studios                                                                                    |
| Hotel Transylvánie                                              | Hotel Transylvania                                    | 2012       | Sony Pictures Animation, Columbia Pictures                                                                                 |
| Kozí příběh se sýrem                                            | Kozí příběh se sýrem                                  | 2012       | AAA studio |
| Legendární parta                                                | Rise of the Guardians                                 | 2012       | DreamWorks Animation |
| Madagaskar 3                                                    | Madagascar 3: Europe's Most Wanted                    | 2012       | DreamWorks Animation |
| Neuvěřitelná dobrodružství Tada Stonese                         | Las aventuras de Tadeo Jones                          | 2012       | Mediaset España |
| Niko 2                                                          | Niko 2: Lentäjäveljekset                              | 2012       | A. Film A/S, Yleisradio |
| Piráti!                                                         | The Pirates! In an Adventure with Scientists!         | 2012       | Aardman, Sony Pictures Animation                                                                                           |
| Raubíř Ralf                                                     | Wreck-It Ralph                                        | 2012       | Walt Disney Animation Studios                                                                                              |
| Rebelka                                                         | Brave                                                 | 2012       | Pixar |
| Sammyho dobrodružství 2: Útěk z ráje                            | A Turte's Tale 2: Sammy's Escape from Paradise        |            | nWave pictures, Iluminatia pictures                                                                                        |
| Alfa a Omega 2: Vánoční dobrodružství                           | Alpha and Omega 2: A Howl-iday Adventure              | 2013       | Lionsgate, Crest Animation Productions                                                                                     |
| Croodsovi                                                       | The Croods                                            | 2013       | DreamWorks Animation |
| Dům kouzel                                                      | Le manoir magique                                     | 2013       | - |
| Hurá na fotbal                                                  | Metegol                                               | 2013       | Illusion Studios |
| Já padouch 2                                                    | Despicable Me 2                                       | 2013       | Illumination Entertainment                                                                                                 |
| Justin: Jak se stát rytířem                                     | Justin y la espada del valor                          | 2013       | Entertainment One, ProVideo                                                                                                |
| Království lesních strážců                                      | Epic                                                  | 2013       | Blue Sky Studios |
| Ledové království                                               | Frozen                                                | 2013       | Walt Disney Animation Studios                                                                                              |
| Letadla                                                         | Planes                                                | 2013       | Walt Disney Pictures |
| Turbo                                                           | Turbo                                                 | 2013       | DreamWorks Animation |
| Univerzita pro příšerky                                         | Monsters University                                   | 2013       | Pixar |
| Alfa a Omega 3: Velké vlčí hry                                  | Alpha and Omega 3: The great wolves games             | 2014       | Lionsgate, Crest Animation Productions                                                                                     |
| Alfa a Omega: Legenda o Zubaté jeskyni                          | Alpha and Omega: The Legend of the Saw Toothed Cave   | 2014       | Lionsgate, Crest Animation Productions                                                                                     |
| Dobrodružství pana Peabodyho a Shermana                         | Mr. Peabody & Sherman                                 | 2014       | DreamWorks Animation |
| Jak vycvičit draka 2                                            | How to Train Your Dragon 2                            | 2014       | DreamWorks Animation |
| LEGO Příběh                                                     | The Lego Movie                                        | 2014       | Village Roadshow Pictures, Animal Logic, The Lego Group, Vertigo Entertainment, Dune Entertainment, Warner Bros. Animation |
| Rio 2                                                           | Rio 2                                                 | 2014       | Blue Sky Studios |
| Tučňáci z Madagaskaru                                           | Penguins of Madagascar                                | 2014       | DreamWorks Animation |
| Velká šestka                                                    | Big Hero 6                                            | 2014       | Walt Disney Animation Studios                                                                                              |
| Winx Club: V tajemných hlubinách                                | Winx Club - Il mistero degli abissi                   | 2014       | Rainbow CGI |
| Alfa a Omega: Rodinná dovolená                                  | Alpha and Omega: Family Vacation                      | 2015       | Lionsgate, Crest Animation Productions                                                                                     |
| Cesta na měsíc                                                  | Atrapa la bandera                                     | 2015       | AMC Networks |
| Hodný dinosaurus                                                | The Good Dinosaur                                     | 2015       | Pixar |
| Hotel Transylvánie 2                                            | Hotel Transylvania 2                                  | 2015       | Sony Pictures Animation, Columbia Pictures                                                                                 |
| Malý princ                                                      | Le Petit Prince                                       | 2015       | Orange |
| Pírkovo dobrodružství                                           | Yellowbird                                            | 2015       | TeamTO |
| V hlavě                                                         | Inside Out                                            | 2015       | Pixar |
| Angry Birds ve filmu                                            | The Angry Birds Movie                                 | 2016       | Rovio Entertainment, Columbia Pictures                                                                                     |
| Čapí dobrodružství                                              | Storks                                                | 2016       | Warner Animation Group |
| Doba ledová: Mamutí drcnutí                                     | Ice Age: Collision Course                             | 2016       | 20th Century Animation Blue Sky Studios                                                                                    |
| Hledá se Dory                                                   | Finding Dory                                          | 2016       | Pixar |
| Lichožrouti                                                     | Lichožrouti                                           | 2016       | Falcon |
| Odvážná Vaiana: Legenda o konci světa                           | Moana                                                 | 2016       | Walt Disney Animation Studios                                                                                              |
| Pes ro(c)ku                                                     | Rock Dog                                              | 2016       | Mandoo Pictures |
| Ratchet a Clank: Strážci galaxie                                | Ratchet & Clank                                       | 2016       | Rainmaker Entertainment, Focus Features                                                                                    |
| Spark: A Space Tail                                             | Spark                                                 | 2016       | Global Road Entertainment                                                                                                  |
| Tajný život mazlíčků                                            | The Secret Life of Pets                               | 2016       | Universal Studios |
| Zkaženej kocour                                                 | Kötü Kedi Şerafettin                                  | 2016       | — |
| Zootropolis: Město zvířat                                       | Zootopia                                              | 2016       | Walt Disney Animation Studios                                                                                              |
| Zpívej                                                          | Sing                                                  | 2016       | Illumination Entertainment                                                                                                 |
| —                                                               | Alpha and Omega 6: Dino Digs                          | 2016       | Lionsgate, Crest Animation Productions                                                                                     |
| —                                                               | Alpha and Omega 7: The Big Fureeze                    | 2016       | Lionsgate, Crest Animation Productions                                                                                     |
| Auta 3                                                          | Cars 3                                                | 2017       | Pixar |
| Balerína                                                        | Ballerina                                             | 2017       | L'Atelier Animation |
| Coco                                                            | Coco                                                  | 2017       | Pixar |
| Ferdinand                                                       | Ferdinard                                             | 2017       | Blue Sky Studios |
| Hurvínek a kouzelné muzeum                                      | Hurvínek a kouzelné muzeum                            | 2017       | Gorkého filmové studio |
| Já padouch 3                                                    | Despicable Me 3                                       | 2017       | Illumination Entertainment                                                                                                 |
| Mimi šéf                                                        | Boss Baby                                             | 2017       | DreamWorks Animation |
| Šmoulové: Zapomenutá vesnice                                    | Smurfs: The Lost Village                              | 2017       | Columbia Pictures, Sony Pictures Animation, Wanda Pictures, Kerner Entertainment Company                                   |
| —                                                               | Alpha and Omega 8: Journey to Bear Kingdom            | 2017       | Lionsgate, Crest Animation Productions                                                                                     |
| Grinch                                                          | Grinch                                                | 2018       | Universal Studios |
| Hotel Transylvánie 3: Příšerózní dovolená                       | Hotel Transylvania 3: A Monster Vacation              | 2018       | Sony Pictures Animation |
| Nová generace                                                   | Next Gen                                              | 2018       | Baozou Manhua, Alibaba Pictures                                                                                            |
| Raubíř Ralf a internet                                          | Ralph Breaks the Internet                             | 2018       | Walt Disney Animation Studios                                                                                              |
| Spider-Man: Paralelní světy                                     | Spider-Man: Into the Spider-Verse                     | 2018       | Columbia Pictures, Sony Pictures Animation, Marvel Entertainment                                                           |
| Úžasňákovi 2                                                    | Incredibles 2                                         | 2018       | Pixar |
| V husí kůži                                                     | Duck Duck Goose                                       | 2018       | Big Bang Media |
| Yeti: Ledové dobrodružství                                      | Smallfoot                                             | 2018       | Warner Animation Group |
| Angry Birds ve filmu 2                                          | The Angry Birds Movie 2                               | 2019       | Columbia Pictures, Sony Pictures Animation                                                                                 |
| Jak vycvičit draka 3                                            | How to Train Your Dragon: The Hidden World            | 2019       | DreamWorks Animation |
| Ledové království 2                                             | Frozen 2                                              | 2019       | Walt Disney Animation Studios                                                                                              |
| Psí veličenstvo                                                 | The Queen's Corgi                                     | 2019       | nWave Pictures |
| Rodina Addamsova                                                | The Addams Family                                     | 2019       | Cinesite, Metro-Goldwyn-Mayer                                                                                              |
| Sněžná mela                                                     | Arctic Justice: Thunder Squad                         | 2019       | Assemblage Entertainment                                                                                                   |
| Sněžný kluk                                                     | Abominable                                            | 2019       | DreamWorks Animation |
| Špióni v převleku                                               | Spies in Disguise                                     | 2019       | 20th Century Animation Blue Sky Studios                                                                                    |
| Tajný život mazlíčků 2                                          | The Secret Life of Pets 2                             | 2019       | Universal Studios |
| Toy Story 4: Příběh hraček                                      | Toy Story 4                                           | 2019       | Pixar |
| Ainbo: Hrdinka pralesa                                          | Ainbo: Spirit of the Amazon                           | 2020       | Tunche Films, Katuni Animation, Cool Beans                                                                                 |
| Croodsovi: Nový věk                                             | The Croods: A New Age                                 | 2020       | DreamWorks Animation |
| Duše                                                            | Soul                                                  | 2020       | Pixar |
| Frčíme                                                          | Onward                                                | 2020       | Pixar |
| Kouzelná Beruška a Černý Kocour: New York - Spojení Hrdinové    | Miraculous World: New York - United HeroeZ            | 2020       | |
| 100% Vlk                                                        | 100% Wolf                                             | 2020       | Flying Bark Productions |
| Encanto                                                         | Encanto                                               | 2021       | Walt Disney Pictures |
| Goshen Indiana Filmu                                            | Goshen Indiana                                        | 2021       | Walt Disney 20th Century Studios 20th Century Animation                                                                    |
| Kouzelná Beruška a Černý Kocour: Šanghaj - Legenda o dračí lady | Miraculous World: Shanghai – The Legend of Ladydragon | 2021       | |
| Luca                                                            | Luca                                                  | 2021       | Pixar |
| Mimi šéf: Rodinný podnik                                        | Boss Baby 2: Family business                          | 2021       | DreamWorks Animation |
| Myši patří do nebe                                              | Myši patří do nebe a Même les souris vont au paradis  | 2021       | Cinemart |
| Raya a drak                                                     | Raya and the Last Dragon                              | 2021       | Walt Disney Pictures, Walt Disney Animation Studios                                                                        |
| Rodina Addamsova 2                                              | The Addams Family 2                                   | 2021       | Cinesite, Metro-Goldwyn-Mayer                                                                                              |
| Zpívej 2                                                        | Sing 2                                                | 2021       | Illumination Entertainment                                                                                                 |
| Hotel Transylvánie: Transformánie                               | Hotel Transylvania                                    | 2022       | Sony Pictures Animation, Columbia Pictures                                                                                 |
| Ušák Chicky a Zlokřeček                                         | Hopper et le hamster des ténèbres                     | 2022       | - |
| Proměna                                                         | Turning Red                                           | 2022       | Pixar |
| Rakeťák                                                         | Lightyear                                             | 2022       | Pixar |
|                                                                 | Ladybug & Cat Noir Awakening                          | 2023       | |
| Mezi živly                                                      | Elemental                                             |            | Pixar |